# Tabanus bucolicus
Tabanus bucolicus är en tvåvingeart som beskrevs av Ignaz Rudolph Schiner 1868. Tabanus bucolicus ingår i släktet Tabanus och familjen bromsar. Inga underarter finns listade i Catalogue of Life.